# Torgut (langue)
Cet article concerne la langue torgut. Pour le peuple torgut, voir Torgut.
Le torgut (en mongol littéraire, Torgγuud aman ayalγu) est un dialecte  mongol de l'oïrate parlé dans le Nord de la province du Xinjiang, en Chine.

## Variétés
Le nom de torgut est porté par d'autres variétés d'oïrate. En Mongolie-Intérieure, le torgut ejine est voisin de l'alasha. Dans l'Ouest de la Mongolie vivent 15 000 Torgut. Le nom torguud est aussi le nom du dialecte oriental du kalmouk.

## Situation sociolinguistique
Le torgut est menacé, comme l'ensemble des parlers oïrates de Chine. Par décision officielle, le tchakhar devient la langue de tous les Mongols de Chine. De même l'écriture oïrate, le todo bichig, est remplacée par celle des Mongols.
L'usage du chinois devient de plus en plus important dans les générations les plus jeunes.

## Phonétique historique
le tableau montre les particularités du torgut parlé dans la ville de Hèjíng, située dans la préfecture autonome mongole de Bayin'gholin par rapport au sunid oriental de Mongolie-Intérieure et au mongol littéraire.
| français                             | torgut   | sunid    | mongol littéraire |
| ------------------------------------ | -------- | -------- | ----------------- |
| neuf                                 | jisn     | jos      | jisü(n)           |
| avoir soif                           | ʊndɑːsɑx | ʊndɑːsɑx | umdaγasqu         |
| bœuf                                 | ykyr     | uxər     | üker              |
| pie                                  | ʃɑːzgæː  | ʃɑːʣgɑi  | šaγajaγai         |
| connaître                            | tænix    | tɑnix    | taniqu            |
| pièce de peau pour protéger la selle | tɔxɔm    | dɔxɔm    | toqom             |
| neige                                | ʦɑsn     | ʣɑs      | časun             |
| larme                                | nylymsn  | nɔlʲmɔs  | nilbusun          |
| moelle                               | ʧimgin   | ʧomog    | čimüge            |
| verdure                              | nɔɢɑːn   | nɔgɔːŋ   | noγoγan           |
| herbe                                | øbsn     | obs      | ebesün            |